# Vincent Hughes
Vincent Hughes (* 10. August 1981) ist ein australischer Eishockeyspieler, der seit 2005 bei Melbourne Ice in der Australian Ice Hockey League unter Vertrag steht.

## Karriere
Vincent Hughes begann seine Karriere als Eishockeyspieler in der deutschen Eishockey-Regionalliga, in der er in der Saison 2002/03 für die den EV Dingolfing und den ERC Lechbruck aktiv war. Dabei erzielte er in 24 Spielen 15 Scorerpunkte. Seit 2005 spielt der Angreifer unregelmäßig für die Melbourne Ice in der Australian Ice Hockey League. Sein größter Erfolg mit den Ice war der Gewinn des Goodall Cups, des australischen Meistertitels, in den Spielzeiten 2010 und 2011. Für die Melbourne Ice erzielte er bis einschließlich der Saison 2011 in 133 Spielen sechs Tore und gab 38 Vorlagen.

### International
Für Australien nahm Hughes im Juniorenbereich ausschließlich an der U20-Junioren-D-Weltmeisterschaft 2000 teil. Im Seniorenbereich stand er im Aufgebot seines Landes bei den C-Weltmeisterschaften 2002 und 2003. Dabei erzielte er in zehn Spielen zwei Tore und gab eine Vorlage.

## Erfolge und Auszeichnungen
- 2010 Goodall-Cup-Gewinn mit den Melbourne Ice
- 2011 Goodall-Cup-Gewinn mit den Melbourne Ice